# HMS Amazon (1795)
Pour les autres navires du même nom, voir HMS Amazon.
Le HMS Amazon est une frégate de 36 canons en service dans la Royal Navy britannique pendant les guerres de la Révolution française. Construite à Rotherhithe par (John et William) Wells & Co. en 1795 selon les dessins de Sir William Rule. Elle est la première d'une classe de quatre frégates.

## Carrière
En 1795, alors qu'elle est commandée par le captain Robert Carthew Reynolds, elle fait partie du Inshore Squadron, une escadre placée sous les ordres de Sir Edward Pellew à laquelle avait été assigné la mission de surveiller le port de Brest afin de rapporter toute tentative de la flotte française de quitter le port. Le 20 avril 1796, il participe à la prise en chasse du Virginie (40 canons), qui est finalement capturée par la frégate HMS Indefatigable (44). Le 13 juin, l’Amazon contribue à la capture du petit bâtiment Les Trois Couleurs (14) au large de Brest.
Le 11 décembre 1796, l’Amazon est envoyée en Angleterre porter la nouvelle de l'arrivée de sept vaisseaux de ligne à Brest. Cette arrivée faisait partie des préparatifs de l'opération d'invasion de l'Irlande. La flotte française parvient à tromper la vigilance et le blocus britannique et à quitter le port en direction de la baie de Bantry. Cependant, le mauvais temps disperse la flotte et la plupart des bâtiments doivent revenir en France, sans grand résultat.
Lors du combat du 13 janvier 1797, le HMS Amazon, en compagnie du HMS Indefatigable commandé par Pellew, rencontre et combat le Droits de l'Homme, un vaisseau de ligne de 74 canons. En temps normal, les frégates — moins lourdement armées que les vaisseaux de ligne — n'auraient pas engagé le feu contre ce type de bâtiment. Cependant, le gros temps et la mer déchainée empêchait le vaisseau français de faire usage des canons situés sur son pont-batterie inférieur de peur que de l'eau s’engouffre par les ouvertures et ne fasse couler le navire, ce qui réduisait considérablement ses bordées.
Pellew se trouvait à 7 milles marins (12,964 km) de l’Amazon lorsque la frégate se lance à l'attaque du Droits de l'Homme. Une heure et demie plus tard, l’Amazon rejoint le vaisseau français et lâche une bordée sur son gaillard d'arrière. Les deux frégates attaque le vaisseau français simultanément à bâbord et à tribord, sans subir de gros dégâts de leur côté. À 4 h 20 du matin le 14 janvier, la terre ferme apparaît soudain en vue, et les frégates — à court de munitions — cessent le combat et s'éloignent dans des directions opposées. L’Amazon met les voiles au nord mais, gravement endommagée, elle est rendue difficile à manœuvrer et finit par s'échouer sur un banc de sable dans la baie d'Audierne. Trois hommes sont tués pendant le combat et six se noient après l'échouement, le reste parvient à rejoindre la côte à bord de canots et sont faits prisonniers de guerre. La tempête détruit ce qu'il restait de l’Amazon ; le Droits de l'Homme, sévèrement endommagé pendant le combat, s'échoue à son tour, avec des pertes humaines bien plus importantes (250 à 400 marins parmi les 1 300 embarqués).
Le procès en cour martiale qui se tient le 29 septembre 1797, une procédure classique dans la Royal Navy après la perte d'un bâtiment, acquitte honorablement le capitaine Reynolds et ses officiers et écarte toute négligence dans la perte de la frégate.

## Sources et bibliographie
- (en) Rif Winfield, British Warships in the Age of Sail, 1793-1817 : design, construction, careers and fates, Seaforth Publishing, 2008, 2e éd., 420 p. (ISBN 978-1-84415-717-4)